# Рястка Воронова
Рястка Воронова (Ornithogalum woronowii) — вид рослин із родини холодкових (Asparagaceae), що зростає у Криму, Північному Кавказі, Південному Кавказі.

## Біоморфологічний опис
Багаторічна рослина 15–20 см заввишки. Суцвіття щиткоподібні. Листочки оцвітини 12–15 мм завдовжки, з широкою зеленою смужкою. Період цвітіння: квітень — червень. Зрілі коробочки з вузько-крилатими ребрами.

## Середовище проживання
Зростає у Криму, Північному Кавказі, Південному Кавказі. 
В Україні вид зростає у лісах, на сухих луках, у чагарниках — у Криму, звичайно.